# Банджарбару
Банджарбару (индон. Banjarbaru) — город в Индонезии, административный центр провинции Южный Калимантан (с февраля 2022 года). Территория города выделена в самостоятельную административную единицу — муниципалитет. Второй по численности населения город провинции.

## Географическое положение
Город находится в южной части провинции, на юго-востоке острова Калимантан, на высоте 23 метров над уровнем моря.

Банджарбару расположен на расстоянии приблизительно 17 километров к юго-востоку от Банджармасина, административного центра провинции.

## Население
По данным официальной переписи 2010 года, население составляло 192 309 человек.
Динамика численности населения города по годам:
| 2005    | 2010    | 2012    |
| ------- | ------- | ------- |
| 145 929 | 192 309 | 198 200 |

В национальном составе преобладают банджары и яванцы.